# Peter Cook (arquiteto)

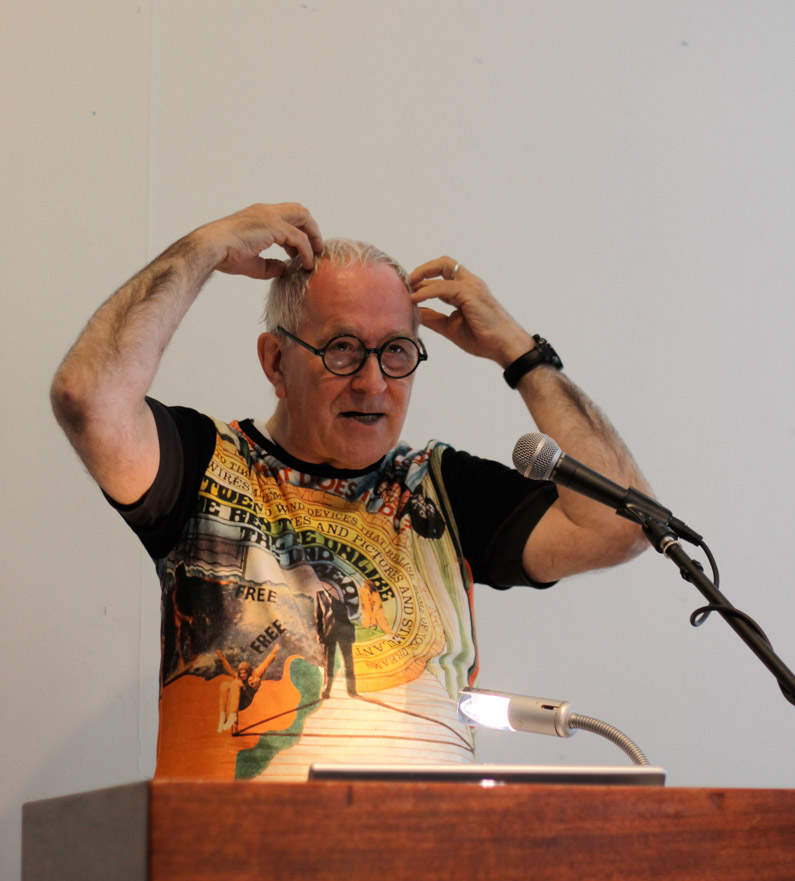
Peter Cook (arquiteto)

Sir Peter Cook, Kt. (22 de outubro de 1936, Southend, Essex) é um arquiteto inglês, professor e escritor de arquitetura. Cook é pai do produtor A. G. Cook

## Trabalhos
- Trondheim Library, com Christine Hawley, 1977
- Housing at Lutzowplatz, Berlim, 1989
- Canteen Block HbK, Frankfurt, 1989-92
- Pavilhão do Jardim Botânico, Osaka, Japão 1990
- Museum of Antiquities in Bad Deutsches Altenberg, Austria,com Christine Hawley, 1995
- Kunsthaus Graz (2003) concorreu ao Prémio Stirling
- 2012 London Olympic Stadium